# Verfassungsreferendum in Haiti 2022
Das Verfassungsreferendum in Haiti 2022 war von Präsident Jovenel Moïse bereits für den 27. Juni 2021 vorgesehen, wurde jedoch verschoben. Nach dessen Ermordung Anfang Juli 2021 wurde der Plan der Volksabstimmung beibehalten. Nach verschiedenen weiteren Verschiebungen ist es für einen noch nicht absehbaren Termin im Jahr 2023 vorgesehen.

## Hintergrund
In Haiti gilt die Verfassung aus dem Jahr 1987 in der im Jahr 2012 geänderten Fassung.
Am 7. Februar 2017 in das Amt gekommen, gelang es Präsident Moïse nicht, politische Stabilität im Land sicherzustellen. Vielmehr mangelte es weiterhin am ständigen Wahlausschuss (Conseil électoral permanent) und die für das Jahr 2018 regelmäßig anstehenden Wahlen konnten von dem provisorischen Wahlausschuss (Conseil électoral provisoire) angesichts von Unruhen nicht durchgeführt werden. Zudem bestand Uneinigkeit über die Dauer der Amtszeit von Moïse. Der Präsident ließ den Entwurf einer Verfassungsänderung ausarbeiten, die es ermöglichen sollte, mit den Problemen des Landes besser umzugehen.
Nach der Ermordung von Moïse Anfang Juli 2021 wurde das Projekt der Verfassungsänderung aufrechterhalten. Die Mandate der Mitglieder der Abgeordnetenkammer und des Senats liefen entsprechend der verfassungsmäßigen Vorschriften ab.

## Beabsichtigte Verfassungsänderungen
Die Volksabstimmung sollte eine Reihe von Änderungsvorschlägen der Verfassung billigen:
- Abschaffung des Senats und Einführung eines Parlaments mit nur einer Kammer,
- Abschaffung des Amts des Premierministers und Einrichtung des Amts eines Vizepräsidenten,
- Änderung des Wahlsystems für die Präsidentschaft durch Abschaffung eines zweiten Wahlgangs und Einführung der Mehrheitswahl (ohne Notwendigkeit einer absoluten Mehrheit),
- Zusammenlegung der Parlamentswahl mit der Präsidentschaftswahl an jeweils einem gemeinsamen Termin alle fünf Jahre,
- Ermöglichung der einmaligen Wiederwahl des Präsidenten,
- Erlaubnis für Haitianer mit doppelter Staatsangehörigkeit, hohe Ämter bis hin zu dem des Präsidenten einzunehmen (mit der Maßgabe, dass sie in Haiti wohnhaft sind),
- Einführung einer 5 Prozentquote für Auslandshaitianer im Parlament,
- Einführung einer Dienstpflicht für alle Haitianer, die das Alter von 18 Jahren erreichen,
- Reglung für Verfassungsänderungen dahingehend, dass nach einer Zustimmung im Parlament eine positive Volksabstimmung folgen muss.

## Planung und Verschiebungen
Das für den 27. Juni 2021 vorgesehene Referendum wurde am 7. Juni 2021 wegen der COVID-19-Pandemie und damit verbundener Probleme bei der Rekrutierung und Einweisung von Wahlhelfern auf den 26. September 2021, den Tag der vorgesehenen Präsidentschaftswahl und der Wahlen für beide Kammern des Parlaments, verschoben.
Nach der Ermordung von Präsident Moïse und einem schweren Erdbeben Mitte August 2021 verschob der provisorische Wahlausschuss (CEP) die Volksabstimmung und die weiteren Urnengänge auf den 7. November des Jahres.
Der amtierende Premierminister Ariel Henry löste den CEP auf und verkündete am 29. September 2021, dass alle Wahlen und Abstimmungen für Februar 2022 geplant werden sollten. Der Plan wurde durch um sich greifende Unruhen im Land verhindert. Im Juni 2022 gab der Premierminister bekannt, Wahlen und Abstimmung sollten baldmöglichst, sobald sich die Lage stabilisiert habe, erfolgen.
Am 21. Dezember 2022 wurde in einem von mehreren Seiten getragenen Abkommen vereinbart, die Abstimmung und die Wahlen im Jahr 2023 abzuhalten. Ferner sollte der neue Präsident am 7. Februar 2024 in sein Amt eingeführt werden.
Angesichts der weitgehenden Lähmung des politischen Lebens Haitis durch ausufernde Bandenkriminalität und die Unfähigkeit des führenden politischen Persönlichkeiten, einen Konsens zum weiteren Vorgehen zu finden, wurden auch Stimmen laut, die Volksabstimmungen an sich in Frage stellten.